# Фолсом (Њу Мексико)
Фолсом (енгл. Folsom) град је у америчкој савезној држави Њу Мексико.

## Демографија
По попису из 2010. године број становника је 56, што је 19 (-25,3%) становника мање него 2000. године.
| Група             | 2000.      | 2010.      |
| Белци             | 47 (62,7%) | 47 (83,9%) |
| Афроамериканци    | 0 (0,0%)   | 0 (0,0%)   |
| Азијати           | 0 (0,0%)   | 0 (0,0%)   |
| Хиспаноамериканци | 26 (34,7%) | 8 (14,3%)  |
| Укупно            | 75         | 56         |